# Jan Pieter Minckelers
Jan Pieter Minckelers (ou Minkelers ou Minckeleers) est un inventeur limbourgeois, professeur à l’Université de Louvain, né en 1748 à Maastricht, mort à Maastricht le 4 juillet 1824.
Il fut l'un des inventeurs du gaz d'éclairage.

## Biographie
À l'âge de seize ans, en 1764, il va à l'Université de Louvain, où il étudie la théologie et la philosophie à la Pédagogie du Faucon, dans laquelle il devint professeur de philosophie naturelle en 1772.
En 1783, la question des ballons dirigeables, montgolfières, et ballons à gaz, occupe l'esprit des scientifiques. Louis Engelbert, 6e duc d'Arenberg, et promoteur de la science et l'art, engage un comité chargé d'examiner la question du meilleur gaz pour des aérostats. Minckelers qui est de ce comité, après de nombreuses expériences, publie en 1784 un ouvrage intitulé « Mémoire sur l'air inflammable tiré de différentes substances ». En annexe à ce mémoire il y a un tableau de« gravités spécifique des différentes Espèces d'air », réalisé par TF Thysbaert, un membre du comité.
Dans son mémoire, Minckelers raconte comment il a fait sa découverte: dès le début de ses expériences, il a l'idée d'enfermer de la houille dans le canon d'un fusil et en le chauffant dans une forge. Sous l'action de la chaleur, la houille dissoute fait place à un gaz très léger, ayant d'autres qualités avantageuses. Après avoir fait la preuve que le gaz de houille est le meilleur gaz pour les Ballons dirigeables, Minckelers l'utilise dans des expériences sur un grand nombre de ballons augmentant ainsi rapidement la distance parcourue dans le quartier de Louvain.
Comme nous l'apprend son élève von Hulstein, qui est dans sa classe en 1785, Minckelers parfois utilise ce gaz pour éclairer son atelier. Bruxelles était en 1817 la première ville sur le continent  européen éclairé au gaz. Par ailleurs, la dérive de son mémoires prouve clairement que dans les yeux de son inventeur la combustibilité du gaz est probablement l'une de ses principales qualités. Toutefois il n'aura jamais l'idée de lui donner d'applications industrielles comme le feront ses successeurs, en France, Philippe Lebon (en 1786) et en Angleterre, l'Anglais William Murdoch (en 1792) et l'Allemand Frédéric-Albert Winsor (en 1801).
Lorsque Joseph II, transfère l'Université de Louvain à Bruxelles, en 1788, Minckelers continue à y enseigner en tant que professeur, mais quand l'université est rétablie à Louvain, il refuse de revenir. Il démissionne en 1794 et est nommé professeur de physique et de chimie à l'École centrale de Maastricht.

## Ballon à gaz

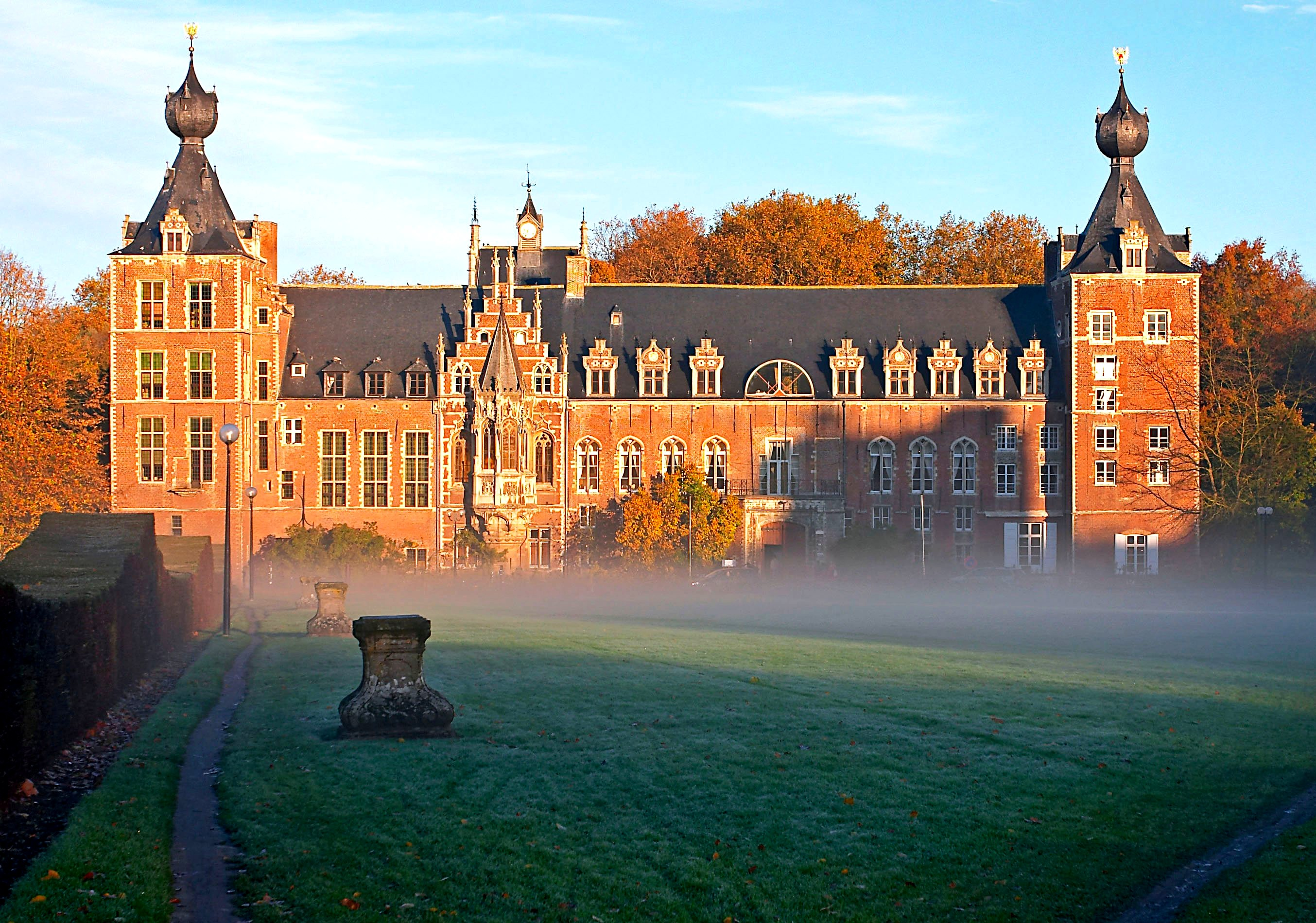
Château d'Arenberg à Heverlé, bâtiment de l'université catholique de Louvain, Belgique.

Minckelers démontre que le gaz de houille est plus intéressant que l'hydrogène sous le rapport du coût et de la facilité de production:
« Pour revenir à l'objet dont S. A. nous a fait l'honneur de nous charger principalement, je crois qu'il est suffisamment démontré par tout ce que j'ai dit, que l'air de houille est le plus léger après l'air inflammable obtenu par la dissolution des métaux par les acides minéraux.(...) Plusieurs expériences faites, prouvent la bonté de l'air de houille par rapport aux machines aérostatiques, la première a été faite avec un petit Balon de baudruche, que S. A. a lancé à son Château de Heverlé le 21 du mois de Novembre dernier, lequel ayant rompu la ficelle qui le retenoit, est allé à perte de vue-dessus des nuées, plusieurs autres Ballons de diverses grandeurs, lancés dans la fuite, démontrent la même chose, particulièrement ceux lancés le 24 février à Louvain ; la capacité de l'un était moindre qu'un pied cubique, & celle de l'autre était environ de cinq pieds, ils sont montés avec grande rapidité au point qu'on ne pouvoit plus les distinguer; cinq minutes après leur départ, ils ont été trouvés l'un & l'autre près de Sichem à six lieues de Louvain ».
Le 1er décembre 1783, aussitôt après les expériences des frères Montgolfier, le premier ballons à gaz, par Jacques Alexandre César Charles est gonflé à l'hydrogène. Le gaz de houille (gaz d'éclairage) est par la suite utilisé abondamment. Son prix raisonnable, ses propriétés osmotiques plus intéressantes le font longtemps préférer à l'hydrogène.

## Le gaz d'éclairage
La propriété de la découverte du gaz de houille, aux alentours de 1800 a fait débat à l'époque. Elle se trouve partagée entre le Limbourgeois Jan Pieter Minckelers, le Français Philippe Lebon, l'Anglais William Murdoch, l'Allemand Frédéric-Albert Winsor. Minckelers est le seul à ne lui avoir pas donné de suites industrielles.
Toutefois certains opposent que c'est bien à Louvain, par Minckelers que le gaz d'éclairage a été inventé:
« La Belgique est le berceau réel de cette découverte qui, pour les Anglais eux-mêmes, n'avait été dans l'origine qu'un sujet de plaisanterie. Un Belge non-seulement en trouva le principe, mais en fit, le premier, l'application. Le docteur Minkelers, natif de Maastricht, professeur de physique et de chimie à l'ancienne université de Louvain, a fait admirer à ses élèves la flamme brillante du gaz qu'il était parvenu à obtenir de la houille. Ses expériences remontent à 1784. Il existe encore des témoins oculaires du fait, qui racontent que Minkelers réduisait la houille en poudre et l'introduisait dans de grands cylindres de tôle terminés par un cône, lequel, à son tour, se terminait par un tube qui servait d'échappement au gaz. Cet appareil n'est pas sans analogie avec la thermolampe que l'ingénieur Lebon inventa en France quelques années plus tard. »
Il semblerait toutefois que bien avant Murdoch, Lebon, Winsor ou Minckelers, une distillation de houille, établie dans le but d'en obtenir du goudron, avait fait complètement fait découvrir et même appliquer, dans l'abbaye de Culross, en Écosse, l'éclairage au gaz dont on se servait dans des vases.